# Forges de Dampierre-sur-Blévy
Les forges de Dampierre-sur-Blévy dans la commune de Maillebois (Eure-et-Loir) constituent un vestige exceptionnel de l'industrie sidérurgique du XVIIe siècle où furent fondus les canons de la marine royale par ordre de Colbert. La maison du maître des forges, un double haut fourneau, halles et maisons ouvrières subsistent sur un site classé monument historique,.
Les forges de Dampierre-sur-Blévy s'installent vers 1669 à proximité de la forêt de Senonches qui offre un formidable réservoir de matière première. C'est la première usine intégrée de France. Elle concentre en un même lieu deux hauts fourneaux accolés à des cheminées octogonales. Outre le combustible, bois et minerai, l'usine utilise la force motrice de l'eau, produite par un étang de 17 ha sur la Blaise. Ici, Colbert fit couler les canons de la flotte royale et les 52 kilomètres de canalisations souterraines de l'aqueduc de Louis XIV. Aujourd'hui, restent la maison du maître des forges, un double fourneau, les halles à charbon et la halle de coulée, l'étang, les bâtiments à soufflets et le logement du commis.

## Description
Il s’agissait de ce qu’on appelait une grande forge, avec les trois unités de productions :
- deux hauts fourneaux dans le même masse où étaient coulées de longues barres de fontes, appelées gueuses ;
- la forge (métallurgie) proprement dite, avec une affinerie et un gros marteau, appelé martinet ; la fonte était transformée en fer ;
- la fonderie où les barres de fer étaient découpées avant leur commercialisation.

Plusieurs grandes roues, actionnées par la force hydraulique, faisaient mouvoir les soufflets des hauts fourneaux, le gros marteau de la forge et les mécanismes de la fonderie.
Une originalité des forges de Dampierre-sur-Blévy fut la construction de deux hauts fourneaux jumeaux dans un même bâtiment permettant la coulée de grosses pièces ; la fonte de canons n’est pas étrangère à cette disposition. Elle permit aussi, en 1688, la confection de tuyaux de fonte de 48 cm de diamètre et de 1 m de long destinés au Canal de l'Eure, tuyaux qui furent ramenés en 1705 pour être refondus après l’abandon des travaux.
Mais d’autres productions attestent de la polyvalence de l’établissement puisqu’à côté de vergettes de fer utilisées notamment dans la clouterie, les forges de Dampierre livraient aussi des boulets de canon à Rouen, au Havre ou à Saint-Malo.
Une telle réalisation supposait des moyens financiers très importants. Elle a été rendue possible par le duc d'Enghien qui s’était rendu acquéreur, en 1667, de la forêt de Senonches (ainsi que d’une partie de celle de Brezolles) et qui, désireux de rentabiliser sa forêt, souhaitait en augmenter les débouchés. Elle lui fournissait le bois nécessaire, en même temps que le minerai des nombreuses mines ou gisements exploités là de temps immémoriaux.
Un plan de 1834 permet de voir comment étaient disposés derrière la chaussée du grand étang :
- les hauts fourneaux ;
- la forge ;
- la fenderie ;
- la halle à charbon de bois ;
- les différents ateliers ;

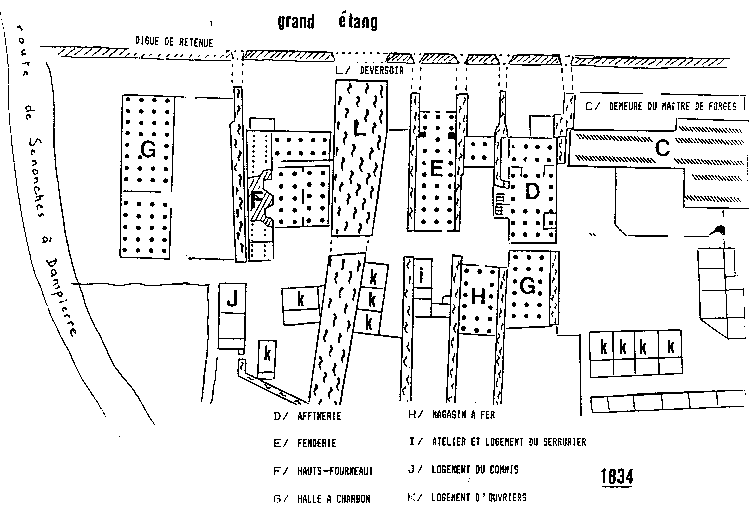
Plan des forges de Dampierre réalisé en 1834

- les maisons d’habitation du personnel.

Et, n’apparaissant pas, le laminoir et la feuillarderie qui se situaient derrière le pont de la route actuelle.
Au début du XXe siècle, le site industriel fut transformé en propriété d’agrément autour de la maison du maître de forges.
Les différents ateliers et bâtiments furent démolis, sauf la halle à charbon, ainsi que les hauts fourneaux. L’ancienneté de ceux-ci est à souligner, d’autant que l’existence en France d’autres hauts fourneaux du XVIIe siècle en état de conservation semblable n’est pas certaine.

## Histoire
L’histoire des forges de Dampierre-sur-Blévy ne peut être dissociée de celle de la métallurgie normande qui fut, pendant des siècles, l’une des plus importantes du royaume.
On n’a pas coutume d’associer campagne normande et activité sidérurgique ; la production de fer y a pourtant été, jusqu’à nos jours, une activité rurale des plus importantes. Il est vrai que le paysage naturel offrait, là, une conjonction de possibilités rares puisque la production métallurgique était liée, à l’époque, à trois facteurs essentiels : la présence de gisements de minerais, l’abondance de zones boisées, pour la confection du charbon de bois alimentant les bas et haut fourneaux, et enfin l’existence de la seule force motrice alors utilisable, la force hydraulique.
On relève d’ailleurs, jusqu’au XVIe siècle l’existence de centres de production ou transformation du fer voisins de Dampierre-sur-Blévy : Boisard (près de Pontgouin), Moulicent, Belhomert, Meaucé et Bellou. C’est un axe métallurgique qui avoisine l’Eure et ses affluents. Sur cette ligne se trouvait également l’installation, déjà ancienne, du Bois Ballu et du fourneau de la ferme des Moulins. Mais ces implantations allaient disparaitre en l’espace de quelques décennies peu avant l’an 1550, pour des raisons mal connues, donnant lieu à  l’implantation d’un établissement alors des plus modernes : les forges de Dampierre-sur-Blévy.
C’est à cette époque, que venue d’Allemagne et de Belgique, apparut une technique nouvelle dite du procédé indirect et que naquit l’idée de regrouper l’ensemble des activités, fenderie, tréfilerie, jusqu’alors dispersées au fil de l’eau. L’idée étant de créer une vaste retenue d’eau par l’édification d’une digue au pied de laquelle était implantés les différents ateliers, chacun alimentés par son  propre « coursier ».
L’existence de forges à Dampierre-sur-Blévy est attestée au XVe siècle. On trouve dans les archives départementales à Chartres « l’achat en 1487 de la moitié d’un fourneau à fer sous la chaussée de l’étang de Dampierre », par François Courseuilles, marquis de Rouveray qui possédait déjà l’autre moitié.
Cette famille de Courseuilles, d’origine normande, dont plusieurs membres furent inhumés au XVIIe siècle dans l’église de Dampierre céda les forges en 1669. L’acheteur était Henri Jules de Bourbon-Condé, duc d'Enghien, fils du Grand Condé.
La puissance financière des Condé facilite le développement des forges. Au duc d'Enghien, devenu prince de Condé en 1686, succédèrent comme propriétaires des forges de Dampierre, sa fille, la princesse de Conti, sa petite fille, la princesse de la Roche-sur-Yon et enfin son arrière-petit-fils Louis François de Bourbon-Conti.
Conti céda en 1770 ses biens sis à Senonches et les forges de Dampierre à Louis XV qui les donna en 1771 à l’un de ses petits fils, le Comte de Provence, futur Louis XVIII, lequel porta depuis le titre de comte de Senonches.
Les forges furent ensuite louées à un maître des forges de Randonnais (Ornes), monsieur Goupil, dont un descendant est toujours propriétaire du site.
À la Révolution, les domaines du comte de Provence furent vendus comme bien nationaux ; monsieur Goupil et son associé monsieur Canuel acquièrent les forges de Dampierre dont ils étaient locataires, le 13 octobre 1791 au cours d’une adjudication faite au district de Châteauneuf-en-Thymerais.
Les Goupil exploiteront seuls les forges en 1825, puis s’associent à la société Guillain frères. En 1862, les Goupil se retirent et louent l’usine à la société Guillain frères qui cessera définitivement l’exploitation quelques années plus tard.
Dès le début du XIXe siècle, les difficultés nées de l’approvisionnement en bois avaient amené les Goupil à fermer les hauts fourneaux et à ramener la production annuelle de fer à 150 ou 200 tonnes au lieu des 1 000 à 1 200 tonnes annuelle produite au XVIIIe siècle.
Les fabrications consistaient pour moitié en outils à taillant, notamment pour l’agriculture et pour l’autre moitié en fers fendus et feuillards.
La majorité du personnel travaillait en forêt : bûcherons, charbonniers, transporteurs (voituriers). Le nombre des ouvriers affectés sur le site des forges n’atteignait même plus la trentaine en 1834.

## Protections
La forge bénéficie de multiples protections au titre de monument historique :
- une inscription en 1993 pour les façades et les toitures de la maison du maître de forges ainsi que la pièce intérieure présentant des broderies à thèmes populaires ;
- un classement en 1994 pour le bâtiment du haut-fourneau double, la halle à charbon, la chaussée et le mécanisme de la retenue d'eau, ainsi que l'ensemble des maçonneries du système hydraulique ;
- une inscription en 1994 pour les deux bâtiments de logements.